# DS/90 7000シリーズ
DS/90 7000シリーズとは富士通とPFUが共同開発・販売していた独自仕様のUNIXサーバ・ワークステーションである。1991年9月に発表され、CPUにはSPARCプロセッサを搭載、OSはUNIX System V Release 4ベースの独自OS「UXP/DS」を採用した。1997年に販売終了。

## 概要
富士通の子会社、英国のコンピュータベンダーICL社(International Computers Limited、富士通サービスに改名)は、SPARCチップを採用した独自仕様のEWS「DRS7000」を開発していたが、このアーキテクチャをベースに富士通が開発したオープンサーバが、「DS/90 7000」シリーズである。サーバモデル (DSserver)とワークステーションモデル (DSstation)の2ラインがある。
CPUはSPARCを使用しているが、サン・マイクロシステムズのアーキテクチャではない独自の仕様であり、富士通が独自開発したUnix System V Release 4(SVR4)互換のUXP/DSをOSとしている。システムROM (OpenBootROM) やシステムバス (S-Bus) その他互換性がないため、Solaris を利用することはできなかった。しかし、実際には2世代目以降の機種にはSolarisをインストールする為の裏技が存在した。
またアプリケーションに提供するインタフェースレベルで、SunOSからの移植を容易にするためにSCSA(Sun Common SCSI Architecture)互換のSCSA(System Common SCSI Architecture)等が存在した。ワークステーションモデル用のS-Busグラフィックカードは3種類で、中間モデルにはWeitekのPower9000が搭載されていた。
AファミリーやFMGシリーズなどのオフコンからのソフトウェア移植を意識した業務アプリケーション、ミドルウェア・ドライバ・ユーティリティが用意されていた。
UltraSPARCモデル以降はGRANPOWER7000D(GP7000D)シリーズというブランドで販売された。
オフコンからオープンソリューションへの移行を安価に行うには良いソリューションであったが、オフコン移行用のライブラリ群の存在が逆に他のオープンソリューションとの親和性を害していたこと、他社製の有力なソフトウェアの対応が少なかったことなどのため、オフコン系からの移行以外の場面ではオープンソリューションとの親和性の高いSファミリーのが採用される率が高かった。
その後、サン社のSPARCアーキテクチャとハードウェア・ソフトウェア共に完全互換を持つPRIMEPOWERシリーズの開発・販売を開始し、2004年3月末日をもってDS/90シリーズは新規販売を終息した。

## ラインナップ
大まかに分けると次のように分類できる。

### 初代サーバ
1991年9月発表。VMEバスを採用したモデル。OSはUXP/DS V10L10。
- DS/90 7530
- DS/90 7630
- DS/90 7730
- DS/90 7732
- DS/90 7830
- DS/90 7832

### 初代ワークステーション
1991年9月発表。Sバスを採用したモデル。サンのSバスカードの一部が利用できた。OSはUXP/DS V10L10。
デスクトップモデルの開発コードネームは"Luke"、ラップトップモデルの愛称は"Leia"であり、スター・ウォーズの登場人物よりとられている。
- DS/90 7110
- DS/90 7220

### 2代目サーバ
1995年5月発表。CPUをSuperSPARCにアップデートしたモデル。OSはUXP/DS V20L10。
フォールトトレラント(FT)を目標に開発が開始されたが一般市販品では実現されなかった。
既に告知していた一部顧客の要望により特注でフォルトトレラントモデルが開発された。
- DS/90 7800E
- DS/90 7900E

### 2代目ワークステーション
1995年5月発表。CPUをhyperSPARCにアップデートしたモデル。OSはUXP/DS V20L10。
デスクトップモデルではSファミリの筐体を、タワーモデルではKシリーズ(FACOM)の色違い筐体を使用していた。
NetGAIAという名前でパッケージソフトをプリインストールしたモデルも発売された。
- DS/90 7500I/II
- DS/90 7700I/II/III

### UltraSPARCモデル (GP7000D)
CPUはUltraSPARCを搭載。OSはUXP/DS V30L10。拡張バスはPCIバスおよびSバスを採用。システムROMの非互換のため、そのままではSolarisは稼動しない。
世界的に見た場合UXP/DSのマーケット規模は小さく、Solaris並みの最適化はコスト的に不可能であった。
事実、2代目サーバモデル(HyperSPARC搭載)で、ほぼ同じ構成のSファミリーとトランザクション毎秒の比較で数十倍の差が付いてしまっていた。
このため、オフコンリプレイス用の低性能マシンとの風評が定着してしまった。
このモデルでその差を埋めようとあらゆる努力がなされた結果、それなりの成果は上がり、トランザクション毎秒の比較ではほぼ追いついた。
しかし依然としてUXP/DSの最適化がボトルネックとなり突出した評価は得られなかった。
このモデルをベースとし、システムROMを変更したSolarisサーバがGP7000として試験的に米国で販売されていた。
システムコントローラとメモリの最適化により高い性能を発揮して米国市場で高い評価を得た。
DSシリーズの風評やOSの最適化能力不足などによりUXP/DSでの継続が難しくなりGP7000を強化発展させるかたちでSolaris互換機のPRIMEPOWERが誕生する事となった。